# محمد بتامر
محمد بتامر (انگلیسی: Mohamed Bettamer؛ زادهٔ ۱ آوریل ۱۹۹۳) بازیکن فوتبال است.
وی همچنین در تیم‌های ملی فوتبال زیر ۲۳ سال لیبی و لیبی بازی کرده‌است.